# Schwarzer Büffelfisch
Der Schwarze Büffelfisch (Ictiobus niger), gehört wie der Großmäulige Büffelfisch und Kleinmäulige Büffelfisch zur in Nordamerika beheimateten Familie der Saugkarpfen.

## Verbreitung
Der Schwarze Büffelfisch ist im Mississippi, Ohio River und Missouri River weit verbreitet. In Texas findet man die Fischart im Rio Grande, Colorado River, Brazos River, Sabine River und Red River. Weiterhin kommt er in den unteren Großen Seen in Michigan über Ohio nach South Dakota, außerdem in New Mexico und im nördlichen Mexiko vor.
Auch im Lake Texoma in Oklahoma wurde er bereits nachgewiesen.
Ictiobus niger bewohnt eine Reihe von Gewässertypen: von Rückhaltebecken, Stauseen und Teichen bis zu kleineren und größeren Flüssen. Dabei bevorzugt er Fließgewässer mit stärkerer Strömung, Kies- und Sandboden und unterscheidet sich damit leicht von seinen Verwandten Großmäuliger Büffelfisch und Kleinmäuliger Büffelfisch. Dennoch zeigt er eine große Anpassungsfähigkeit: in Kansas kommt er häufig in Stromschnellen vor, in Ohio in trüben flachen Gewässern mit Schlammboden und überschwemmten Ufern und im Sulphur Creek in Texas wiederum in stark verkrauteten Gewässern.

## Beschreibung
Der Schwarze Büffelfisch ist wesentlich dunkler gefärbt als seine Verwandten, seine Rückenpartie hat eine blaugraue bis dunkelbraune Farbe, die Unterseite weist ein gelbliches Weiß auf. Im Frühjahr zur Laichzeit sind die Männchen oft schwarz gefärbt. Eine hellere Färbung wird bei Exemplaren gefunden, die in stark getrübten Gewässern leben. Im Citico Creek in Texas wurde beobachtet, dass die Männchen einen weißen Laichausschlag ausbilden können.
Er kann in Ausnahmefällen bei einem Alter bis 24 Jahren bis 120 Zentimeter lang und 28 Kilogramm schwer werden.
Der größte mit der Angel gefangene Schwarze Büffelfisch stammte aus dem Jahr 2001 aus dem Lake Maumelle in Pulaski County/Arkansas und wog 41,96 Kilogramm. 1999 wurde in Texas ein 48,08 Kilogramm schweres Exemplar gefangen.

## Lebensweise
Schwarze Büffelfische sind ovipar und laichen im April/Mai bevorzugt auf Kiesgrund ab.
Sie ernähren sich beispielsweise von Asiatischen Körbchenmuscheln (Corbicula fluminea und Corbicula fluminalis), Algen, Diatomeen und Krustentieren. Zu ihrer weiteren Nahrung gehört Plankton, teilweise Wasserpflanzen und Wasserschnecken.

## Nutzung
Von Berufsfischern wird die Art auch als „Rooter“ aufgrund ihrer bodennahen Lebensweise bezeichnet. Als Speisefisch sind sie bedingt von Bedeutung, lokal als Angelfisch wegen ihrer Größe und Gewichte beliebt.